# کومسومولسکی (شهرستان پاولوفسکی، سرزمین آلتای)
کومسومولسکی (به لاتین: Komsomolsky) یک منطقهٔ مسکونی در روسیه است که در سرزمین آلتای واقع شده‌است.